# Grand Prix Gazipaşa
Il Grand Prix Gazipaşa è una corsa in linea maschile di ciclismo su strada che si disputa a Gazipaşa nella provincia di Adalia in Turchia ogni anno nel mese di febbraio. La prima edizione si è svolta nel 2019 e fa parte del circuito UCI Europe Tour classe 1.2.

## Albo d'oro
Aggiornato all'edizione 2022.
| Anno | Vincitore          | Secondo          | Terzo         |
| ---- | ------------------ | ---------------- | ------------- |
| 2019 | Branislaŭ Samojlaŭ | Gian Friesecke   | Márton Dina   |
| 2020 | Mamyr Staš         | Jaŭheni Karalëk  | Alan Banaszek |
| 2021 | Raman Tsishkou     | Mamyr Staš       | Alan Banaszek |
| 2022 | Onur Balkan        | Irwandie Lakasek | Evgenij Gidič |

### Vittorie per nazione
Aggiornato all'edizione 2021.
| Pos | Paese       | Vittorie |
| --- | ----------- | -------- |
| 1   | Bielorussia | 2        |
| 2   | Russia      | 1        |
| 2   | Turchia     | 1        |